# Blütenstand
Mit Blütenstand oder Infloreszenz wird ein verzweigter Teil des Sprossachsensystems bezeichnet, der die Blüten bei Samenpflanzen trägt und vom vegetativen Teil der Pflanze mehr oder weniger deutlich abgrenzbar ist. Charakteristisch für diesen Teil des Sprosses sind die Art und das Ausmaß der Verzweigungen der Sprossachse, deren Beblätterung sowie Abwandlungen in Form von Streckungen, Stauchungen, Verdickungen, Verwachsungen oder Reduktionen der Haupt- und Nebenachsen. Damit stellt der Blütenstand einen wesentlichen Bestandteil des Habitus der blühenden Pflanze dar und somit ein zur Artbestimmung innerhalb eines Verwandtschaftskreises hervorragend geeignetes Merkmal. Viele Blütenstände wirken auf Bestäuber wie eine große Blume, sie lassen sich damit besser anlocken als mit einzelnen Blüten. Dieser Vorteil gilt vor allem, wenn die Blüten klein sind und einzeln zu unscheinbar wären.

## Eigenschaften
Für alle Typen von Blütenständen lassen sich zusätzlich einige typenübergreifende Charakteristika finden, die beinahe in beliebiger Kombination untereinander auftreten. Sie ergänzen die Benennung der Blütenstände zusätzlich und haben keinen Einfluss auf die Typisierung.

### Beblätterung
Die Unterscheidung zwischen dem Blütenstand als generativem und dem vegetativen Teil der Pflanze geschieht oft anhand der verschiedenartigen Beblätterung:
- Fehlen die Blätter im Bereich des Blütenstandes ganz oder teilweise und sind sie als Hochblätter (Brakteen) ausgebildet und unterscheiden sich damit von der sonstigen Beblätterung, spricht man von einer brakteosen Beblätterung oder brakteosen Infloreszenz.
- Bei laubigen Tragblättern spricht man oft von einem blühenden Spross anstatt eines Blütenstands. Da diese Blätter trotz ihres laubblattartigen Äußeren auch hochblattartige Merkmale besitzen, ist frondoser Blütenstand die treffendere Bezeichnung.
- Des Weiteren existiert eine verbindende Zwischenform, der frondo-brakteose Blütenstand.
- Im Infloreszenzbereich können, so bei vielen Holzgewächsen, aber auch Blätter ohne jede Hochblattmerkmale auftreten. Es handelt sich um Kleinlaubblätter, die sich von den regulären Laubblättern durch eine gleichmäßige Reihe an Reduktion ableiten. Man spricht hierbei von fronduloser Beblätterung, den Übergang zur frondosen Infloreszenz bildet der frondo-frondulose Blütenstand.

Reduzierte brakteose Beblätterung
Vollständige brakteose Beblätterung
Frondo-brakteose Beblätterung
Frondose Beblätterung

Die veraltete strenge Aufteilung in Blütenstand (brakteos) und blühenden Spross (frondos) mit den unterschiedlichen Tragblättern ist heute einer Einteilung gewichen, bei der die verschiedenen Formen von Blütenständen in einer sinnvoll weitergefassten Einteilung mit den verschiedenen Blättern als verbindendem Element definiert werden. Ein blühender Spross sollte deshalb entsprechend stets als frondoser Blütenstand bezeichnet werden.

### Terminalblüte
Für die Ausbildung der Vegetationsspitze gibt es zwei Möglichkeiten, namentlich die, ob sich eine Terminalblüte ausbildet oder nicht. Das Vorhanden- oder Nichtvorhandensein einer Terminalblüte bei den Blütenpflanzen ist für ganze Verwandtschaftskreise charakteristisch.

#### Geschlossener Blütenstand
Bildet die Sprossspitze eine Terminalblüte aus und verbraucht sich dadurch, spricht man von einem geschlossenen oder determinierten Blütenstand. Die einzelnen Blütenblätter folgen dabei genau der Abfolge der vorausgegangenen Blätter (Phyllotaxis). Die Terminalblüte blüht üblicherweise zuerst auf (präkursive Entfaltung), die Seiten- oder Lateralblüten unterliegen in ihrem Aufblühen (Effloration) meist einer Förderung von der Basis zur Spitze aufwärts (akropetal), oft auch von der Spitze abwärts (basipetal), seltener hin zu beiden Seiten (divergent).
Durch fehlende Wachstumsstimuli oder als Hungerform kann der Blütenstand nur reduziert zur Ausbildung kommen und ganz auf die Terminalblüte beschränkt sein.

Geschlossener Blütenstand mit akropetaler Effloration
Geschlossener Blütenstand mit basipetaler Effloration
Geschlossener Blütenstand mit divergenter Effloration

#### Offener Blütenstand
Bildet die Sprossspitze statt einer Blüte weiterhin Hochblätter mit Knospen in ihren Achseln und endet blind in einem meist verjüngten, rudimentären Ende, so liegt ein offener Blütenstand vor. Die angelegten Blütenknospen blühen entweder allesamt auf oder sie liegen nach obenhin in immer weiterer Reduktion bis zum undeterminierten Sprossscheitel, der sogar noch zum Weiterwachsen fähig sein kann (Proliferation). Die bei Pflanzen häufige Tendenz, dass eine fehlende terminale Spitze durch die nächstgelegene ersetzt wird (Übergipfelung), kann sich auch hier zeigen: Die Blüte unterhalb der rudimentären Sprossspitze richtet sich auf und wird scheinbar zur neuen Terminalblüte. Ist ihr lateraler Ursprung noch zu erkennen, am besten durch ein noch sichtbares Rudiment, wird sie als Subterminalblüte benannt, ist der laterale Ursprung nicht einmal mehr entwicklungsgeschichtlich nachweisbar, sondern nur noch im Vergleich mit verwandten Arten, nennt man sie Pseudoterminalblüte.

Offener Blütenstand mit vollständiger akropetaler Effloration
Offener Blütenstand mit akropetaler Effloration mit Blütenknospen
Offener Blütenstand mit Subterminalblüte und rudimentärem Sprossscheitel

### Ansatz der Verzweigungen
Zwar ist die Art der Verzweigung ein elementares Unterscheidungsmerkmal für die verschiedenen Blütenstände, der Ansatz der Nebenachse und ihres Tragblattes an der Blütenstandsachse hingegen sind für die Typisierung der Infloreszenz nicht von Belang. Die unterschiedlichen Ansatzmöglichkeiten richten sich nach der Stellung der Blätter.

Disperse Verzweigung
Dekussierte Verzweigung

### Metatopie
Die den Blütenstand oder eine Einzelblüte tragende Seitenachse steht stets in der Achsel eines Tragblattes. Es kann aber auch eine Metatopie (Verlagerung) auftreten, zwei Fälle sind möglich:
- Bei der Konkauleszenz ist die Seitenachse zum Teil mit ihrer Abstammungsachse verwachsen. Dies führt dazu, dass die Blüten hier wesentlich höher am Stängel sitzen als die zugehörigen Tragblätter.
- Bei der Rekauleszenz ist die Seitenachse teilweise mit dem Stiel des Tragblattes verwachsen. Die Blüten sind in Richtung Blatt verschoben.

Blüte und Tragblatt
Konkauleszenz
Rekauleszenz

## Einteilung
Bei der klassischen Typologie der Blütenstände dient zur Unterscheidung der Hauptgruppen die Verzweigungsart. Innerhalb dieser wird anhand der Verzweigung der Achsen und vor allem deren Modifikation der Typ bestimmt.

### Einfache Blütenstände (Botryen)
Beim einfachen Blütenstand liegt als Verzweigungstyp ein Monopodium vor, also eine Hauptachse mit abzweigenden Nebenachsen ersten Grades (unverzweigt). Aus Tradition wird diese Verzweigungsart bei Blütenständen jedoch als razemös bezeichnet und nicht als monopodial. Der Grundtyp ist die Traube (Botrys), die anderen Blütenstände können alle durch Streckung, Stauchung, Verdickung oder Reduktion verschiedener Achsenteile aus ihr hergeleitet werden. Entsprechend häufig treten Übergangsformen auf, die zwischen den deutlich ausgebildeten Formen vermitteln. Infloreszenzen dieses Typs zählen zusammen mit den Rispentypen gemeinhin zu den namentlich bekanntesten.

Traube
Schirmtraube
Ähre, Ährchen (nur 1–3 Blüten)
Zapfen
Kolben
Köpfchen
Korb
Dolde
Kätzchen (Trauben- oder Ährenkätzchen)

### Zusammengesetzte Blütenstände
Bei einem zusammengesetzten Blütenstand (komplexer Blütenstand) stellt ein einfacher Blütenstand die Basis dar. Dessen Blüten werden jedoch durch je einen Teilblütenstand (Partialinfloreszenz) ersetzt. Dieser kann razemös oder auch zymös verzweigt sein. Eben danach wird in zwei Gruppen unterteilt.

#### Razemöse Teilblütenstände

##### Doppelte Botryen
Ersetzt man die Blüte durch Teilblütenstände der gleichen Basisstruktur, so erhält man ein entsprechendes doppeltes Botryum (Dibotryum). So ist zum Beispiel eine Doppeltraube eine Traube, deren Blüten durch je eine Traube ersetzt wurden. Geschieht dies nur bei den seitlichen Blüten erhält man die homöothetische Form, bildet zusätzlich auch die Hauptachse noch eine Traube aus, erhält man die heterothetische Form. Die Blüten der Teilblütenstände können wiederum durch weitere Teilblütenstände ersetzt werden, es ergibt sich eine neue Verzweigungsebene. Dies geschieht aber stets nur mit der zu Grunde liegenden Struktur. Je nach Anzahl der Wiederholungen spricht man vom Dibotryum und Tribotryum, später nur noch allgemein vom Pleiobotryum.

homöothetische Doppeltraube
heterothetische Doppeltraube
Doppelähre
Doppelkörbchen
Doppeldolde
Dreifachdolde, ein Tribotryum

##### Rispe und Verwandte
Bei der Rispe sind der gesamte Blütenstand und die Teilblütenstände immer mit einer Terminalblüte abgeschlossen. Die Teilblütenstände sind nach unten hin zunehmend stärker und unregelmäßig verzweigt. Die Seitenäste werden gemäß ihrer Blütenanzahl als Monaden (eine Blüte), Diaden (zwei Blüten) oder Triaden (drei Blüten) bezeichnet, sind sie wie eine eigenständige Rispe stark verzweigt spricht man von Spezialrispen. Insgesamt ergibt sich so eine Kegelform. Durch eine entsprechende Streckung der Seitenäste weicht dieses Erscheinungsbild einer ebenen oder leicht gewölbten Form, der Schirmrispe, und bei stärkerer Überstreckung einem trichterförmigen Aussehen bei der Spirre. Verarmt eine Rispe an Verzweigungen, so sieht sie wie eine Traube aus, nur ein eventuell verbliebener verzweigter Seitenast und vor allem die immer vorhandene Terminalblüte machen sicher deutlich, dass es sich zweifelsfrei um eine Rispe handelt. Wegen der Ähnlichkeit zur Traube (Botrys) spricht man hier vom Botryoid (Bei ährenartiger Form Stachyoid). Mit dem Verlust der Terminalblüte ist schließlich der Weg der Reduktion zur Traube vollständig beschritten.

Rispe
Schirmrispe
Spirre oder Trichterrispe
Botryoid, mit angedeuteter Verzweigung

#### Zymöse Teilblütenstände
Beim zymösen Teilblütenstand oder kurz Zyme liegt als Verzweigungstyp ein Sympodium vor. Die Hauptachse endet mit einer Blüte, die aus den Vorblättern abzweigenden Nebenachsen übergipfeln oft die Endblüte, verzweigen weiter und enden daraufhin ebenso mit einer Blüte. Je nach Anzahl und Art der Verzweigungen, die von einer Achse entspringen, werden die verschiedenen Partialinfloreszenzen unterschieden:
- Zwei Nebenachsen, dichasial:
  - Zwei transversale Vorblätter, zwei Seitenachsen: Dichasium
  - Zwei transversale Vorblätter, erste Verzweigung mit zwei Seitenachsen, dann nur mehr eine Seitenachse ausgebildet: Doppelwickel oder Doppelschraubel
- Eine Nebenachse, monochasial:
  - Zwei transversale Vorblätter, jedoch nur eine Seitenachse ausgebildet: Wickel oder Schraubel
  - Ein medianes Vorblatt, eine Seitenachse: Fächel oder Sichel

Die Typen mit zwei Vorblättern treten bei den Zweikeimblättrigen auf, selten bei Einkeimblättrigen, ein Vorblatt umgekehrt bei Einkeimblättrigen und selten bei Zweikeimblättrigen.
Da sich die Strukturen in der Seitenansicht nicht eindeutig voneinander unterscheiden lassen, ist zusätzlich noch der schematische Aufbau von oben dargestellt.

Dichasium
Dichasium, schematisch von oben
Doppelwickel
Doppelschraubel
Wickel
Wickel, schematisch von oben
Schraubel
Schraubel, schematisch von oben
Fächel
Fächel, schematisch von oben
Sichel
Sichel, schematisch von oben

##### Thyrsus
Bilden mehrere Zymen an einer razemösen Hauptachse den Blütenstand, so spricht man von einem Thyrsus. Die Hauptachse ist vom Typus her eine Traube, Ähre oder köpfchenartig gestaucht. Terminalblüten sind nicht immer vorhanden.

Thyrsus mit Dichasium-Zymen
Thyrsus mit Wickel-Zymen
Thyrsus mit Doppelwickel-Zymen

Werden die zymösen Teilblütenstände ihrerseits wieder durch Thyrsen ersetzt, spricht man analog zu den Spezialrispen von Spezialthyrsen und man erhält wie bei den doppelten Botryen Doppelthyrsen oder Pleiothyrsen. Analog wird hier in homöokladische oder heterokladische Form unterschieden, einfache Thyrsen sind stets homöokladisch.

Homöokladische Thyrse mit apikaler Reduktion
Heterokladische Thyrse
Disjunkt heterokladische Thyrse
Pleiothyrse

##### Cymoid
Auch wenn die Teilblütenstände zymös verzweigt sind, ist die zu Grunde liegende Struktur immer razemös. Es gibt also keine zymösen Blütenstände. Durch passende Reduktion der Struktur kann der gesamte Blütenstand allerdings rein zymös erscheinen. Man spricht dann von einem Cymoid (Zymoid). Ausgehend von den geschlossenen Thyrsusformen werden bei diesen alle Zymen bis auf die terminal gelegenen nicht ausgebildet. Entsprechend der Anzahl der verbleibenden Zymen ergeben sich monochasiale, dichasiale oder pleoichasiale Cymoide. Durch akrotone Förderung wird die Verarmung an Zymen noch verstärkt.
Werden beim Pleiochasium, das bereits einen doldenartigen Charakter zeigt, die Achsen, abgesehen von den Blütenstielen, komplett reduziert, ergibt sich eine Trugdolde, die nur noch durch die als erstes erblühende Terminalblüte als solche zu erkennen ist.

Dichasiales Cymoid
Doppelwickeliges Cymoid
Doppelschraubeliges Cymoid
Wickeliges oder fächeliges Cymoid
Schraubeliges oder sichelförmiges Cymoid
Pleiochasium
Trugdolde

## Kuriositäten
- Puya raimondii (Bromeliengewächse): höchste Infloreszenz der Welt.
- Titanenwurz (Aronstabgewächse): Infloreszenz ist die größte Blume der Welt.
- Gattung Corypha (Palmengewächse): größte Infloreszenz der Welt mit geschätzten 10 Millionen Blüten.
- Cephalien (von griechisch Kopf) sind auffällige Blütenstandszonen, die von einigen Kakteengewächsen gebildet werden.